# Алексеевка (Александрийский район)
Алексе́евка (укр. Олексіївка) — село в Светловодской городской общине Александрийского района Кировоградской области Украины.
До 2020 года входило в Светловодский район
Население по переписи 2001 года составляло 96 человек. Почтовый индекс — 27542. Телефонный код — 5236. Код КОАТУУ — 3525285802.